# Piadina
Piadina (italsky piadina romagnola, v romaňolském nářečí pida, pieda nebo také piè) je druh tenké pšeničné placky, typické především pro italský region Romagna . Podává se slaná, plněná sýry, prosciutto, squacquerone a rukola nebo také sladká s marmeládou, vše podle chuti.
Slaných variant existuje nespočet, k velmi oblíbeným patří piadina plněná mortadelou a pistáciovým pestem, dále mozzarellou, salámem a rajčaty nebo braseolou, rukolou, sýrem grano padano a balzamikovým octem, případně též grilovanou zeleninou, zejména lilky a cuketami.

## Původ
Historie romaňolské piadiny sahá až do dávných časů, kdy se jednalo o jídlo spíše chudých obyvatel. Postupem času si však vysloužila i místo na stolech střední a vyšší vrstvy.
První, kdo připravil pšeničnou placku (i když pravděpodobně ne v její nynější podobě) byli Etruskové, kteří se dobře vyznali v pěstování a zpracování obilí. Piadina se podávala také v antickém Římě, kde ovšem patřila mezi pochoutky bohatých obyvatel a vyšších vrstev, protože musela být podávána hned po upečení, jelikož po nějaké době ztvrdla a nebyla poživatelná. Nebyla proto vhodná pro běžné měšťanstvo, které muselo jídlo uchovávat delší dobu.
Ve středověku byly všechny kynuté výrobky jídlem panství a produkty bez droždí, nekynuté, vyrobené pouze z mouky a vody se staly jídlem chudých.
V roce 1900 se piadina pomalu dostávala na všechny romaňolské stoly, stala se jídlem lehce dostupným a připravovaným na počkání. Díky turistům se stala mezinárodně známou a vyhlášenou pochoutkou.
Piadina je zapsána do seznamu tradičních italských zemědělsko-potravinářských výrobků (P.A.T.) kraje Emilia-Romagna.
Jelikož je území, pro které je piadina typická, široké, neexistuje pouze jeden recept, jak tuto pšeničnou pochoutku udělat. Liší se od sebe také vzhledem. Čím více se nacházíte na severu, tím je piadina silnější, a naopak čím víc postupujete na jih, tím je tenčí.

## Ingredience
- hladká mouka
- prášek do pečiva (určený přímo k přípravě piadiny)
- sádlo
- sůl
- med
- mléko